# Agnes Miegel
Agnes Miegel (Königsberg, 9 de março de 1879 – Bad Salzuflen, 26 de outubro de 1964)  foi uma escritora, jornalista e poetisa alemã. 
Suas obras mais conhecidas são baladas escritas na tradição clássica e poemas sobre sua terra, Prússia Oriental.

## Biografia
Agnes nasceu em março de 1879 na Konigsberg, (leste da Prússia), em uma família protestante. Seus pais eram o comerciante Gustav Adolf Miegel e Helene Hofer. 
Miegel frequentou a Girl's High-School em Königsberg, depois viveu entre 1894 e 1896 em uma casa de hóspedes em Weimar, onde escreveu seus primeiros poemas. Em 1898 passou três meses em Paris. Em 1900 ela treinou como enfermeira em um hospital infantil em Berlim . Entre 1902 e 1904 ela trabalhou como professora assistente em um internato para meninas em Bristol (Inglaterra). Em 1904 estava em Berlim. Em 1906 ela teve que retornar a Königsberg para cuidar de seus pais doentes, mas a mãe faleceu em 1913 e o pai em 1917.
Ainda em 1900 suas primeiras publicações chamaram a atenção do escritor Börries von Münchhausen, que graças ao seu apoio financeiro ela publicou seu primeiro pacote de poemas.
Ela viveu em Königsberg até pouco antes de ser capturado em 1945, e escreveu poemas, contos e reportagens jornalísticas. Ela também fez algumas viagens. Durante o Terceiro Reich, ela se revelou uma fervorosa defensora do regime. Ela assinou a Gelöbnis treuester Gefolgschaft, a declaração de 1933 na qual 88 autores alemães juraram fidelidade a Adolf Hitler . No mesmo ano, ela se juntou à NS-Frauenschaft, a ala feminina do Partido Nazista. Em 1940, ela se juntou ao próprio partido nazista. Em agosto de 1944, nos estágios finais da Segunda Guerra Mundial, ela foi nomeada por Adolf Hitler como um "ativo nacional excepcional" na lista especial dos artistas alemães mais importantes que foram liberados de todas as obrigações de guerra.
Em fevereiro de 1945, ela fugiu de navio do Exército Vermelho que se aproximava e chegou à Dinamarca . Após a libertação da Dinamarca em 5 de maio de 1945, ela permaneceu no campo de refugiados de Oksbøl até novembro de 1946. Em 1946, ela retornou à Alemanha, onde estava sob proibição de publicação até 1949. Nesse ano, um comitê de desnazificação emitiu uma declaração de não objeção.
A princípio, ela ficou em Apelern com parentes de seu antigo patrono Börries von Münchhausen, que havia cometido suicídio em 1945. Em 1948, sendo refugiada, foi designada para uma casa em Bad Nenndorf, onde continuou escrevendo até sua morte.
Agnes Miegel agora escrevia principalmente poemas e contos sobre a Prússia Oriental, a terra de sua juventude. Ela era considerada a voz dos Heimatvertriebene, o povo de língua alemã que viveu antes da guerra na Tchecoslováquia e na Polônia e em partes da Alemanha anexadas pela Polônia e pela União Soviética após a guerra, que tiveram que sair quando a Alemanha nazista foi derrotada. Miegel recebeu o título honorário Mutter Ostpreußen ("Mãe da Prússia Oriental") de seus admiradores.
Ela faleceu em outubro de 1964, em um hospital em Bad Salzuflen.

## Prêmios
Prêmio Kleist de poesia em 1913;
Prêmio Herder em 1936;
Prêmio Goethe da Cidade de Frankfurt em 1940;
prêmio de literatura da Academia Bávara de Arte (Literaturpreis der Bayerischen Akademie der Künste) em 1959;
Prêmio Cultural da Prússia Ocidental em 1962.
Membro da Academia Alemã de Poesia (Deutsche Akademie der Dichtung)
Doutora honoris causa pela Universidade de Königsberg;

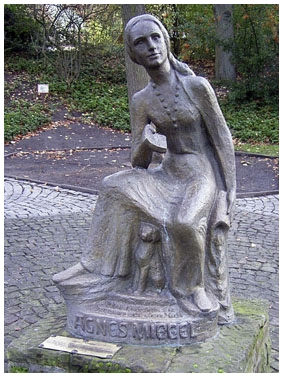
Monumento a Agnes Miegel em Bad Nenndorf

## Obras

### Poemas e contos
- 1901: Gedichte, Cotta, Stuttgart.
- 1907: Balladen und Lieder, Eugen Diederichs, Jena.
- 1920: Gedichte und Spiele, Eugen Diederichs, Jena.
- 1925: Heimat: Lieder und Balladen, Eichblatt, Leipzig.
- 1926: Geschichten aus Alt-Preußen, Eugen Diederichs, Jena.[8]
- 1926: Die schöne Malone: Erzählungen, Eichblatt, Leipzig.
- 1927: Spiele, Eugen Diederichs, Jena.
- 1928: Die Auferstehung des Cyriakus: Erzählungen, Eichblatt, Leipzig.
- 1930: Kinderland: Erzählungen, Eichblatt, Leipzig.
- 1931: Dorothee: Erzählungen, Gräfe und Unzer, Königsberg in Preußen.
- 1932: Der Vater: Erzählungen, Eckhart, Berlin.
- 1932: Herbstgesang: Gedichte, Eugen Diederichs, Jena.
- 1933: Weihnachtsspiel, Gräfe und Unzer, Königsberg in Preußen.
- 1933: Kirchen im Ordensland: Gedichte, Gräfe und Unzer, Königsberg in Preußen.
- 1934: Gang in die Dämmerung: Erzählungen, Eugen Diederichs, Jena.
- 1935: Das alte und das neue Königsberg, Gräfe und Unzer, Königsberg in Preußen.
- 1935: Deutsche Balladen, Eugen Diederichs, Jena.
- 1936: Unter hellem Himmel: Erzählungen, Eugen Diederichs, Jena.
- 1936: Kathrinchen kommt nach Hause: Erzählungen, Eichblatt, Leipzig.
- 1936: Noras Schicksal: Erzählungen, Gräfe und Unzer, Königsberg in Preußen.
- 1937: Das Bernsteinherz: Erzählungen, Reclam, Leipzig.
- 1937: Audhumla: Erzählungen, Gräfe und Unzer, Königsberg in Preußen.
- 1937: Herden der Heimat: Erzählungen mit Zeichnungen von Hans Peters, Gräfe und Unzer, Königsberg in Preußen.
- 1938: Und die geduldige Demut der treuesten Freunde: Versdichtung, Bücher der Rose, Langewiesche-Brandt, Schäftlarn.
- 1938: Viktoria: Gedicht und Erzählung, Gesellschaft der Freunde der deutschen Bücherei, Ebenhausen.
- 1939: Frühe Gedichte (reissue of the 1901 collection), Cotta, Stuttgart.
- 1939: Herbstgesang, Eugen Diederichs, Jena.
- 1939: Die Schlacht von Rudau: Spiel, Gräfe und Unzer, Königsberg in Preußen.
- 1939: Herbstabend: Erzählung, published by herself in Eisenach.
- 1940: Ostland: Gedichte, Eugen Diederichs, Jena.
- 1940: Im Ostwind: Erzählungen, Eugen Diederichs, Jena.
- 1940: Wunderliches Weben: Erzählungen, Gräfe und Unzer, Königsberg in Preußen.
- 1940: Ordensdome, Gräfe und Unzer, Königsberg in Preußen.
- 1944: Mein Bernsteinland und meine Stadt, Gräfe und Unzer, Königsberg in Preußen.
- 1949: Du aber bleibst in mir: Gedichte, Seifert, Hameln.
- 1949: Die Blume der Götter: Erzählungen, Eugen Diederichs, Köln.
- 1951: Der Federball: Erzählungen, Eugen Diederichs, Köln.
- 1951: Die Meinen: Erzählungen, Eugen Diederichs, Köln.
- 1958: Truso: Erzählungen, Eugen Diederichs, Köln.
- 1959: Mein Weihnachtsbuch: Gedichte und Erzählungen, Eugen Diederichs, Köln (a new, extended edition appeared in 1984).
- 1962: Heimkehr: Erzählungen, Eugen Diederichs, Köln.

### Seleções e coleções
- 1927: Gesammelte Gedichte, Eugen Diederichs, Jena.
- 1952: Ausgewählte Gedichte, Eugen Diederichs, Köln.
- 1952-1955: Gesammelte Werke, Eugen Diederichs, Köln (six volumes).
- 1983: Es war ein Land: Gedichte und Geschichten aus Ostpreußen, Eugen Diederichs, München (reprinted by Rautenberg, Leer in 2002).
- 1994: Spaziergänge einer Ostpreußin, Rautenberg, Leer (journalism 1923-1924).
- 2000: Wie ich zu meiner Heimat stehe, Verlag S. Bublies, Schnellbach (journalism 1926-1932).
- 2002: Die Frauen von Nidden: Gesammelte Gedichte von unserer ‘Mutter Ostpreußen’, Rautenberg, Leer.
- 2002: Wie Bernstein leuchtend auf der Lebenswaage: Gesammelte Balladen, Rautenberg, Leer.